# Norbert Németh
Norbert Németh (ur. 5 maja 1981 w Budapeszcie) – węgierski piłkarz grający na pozycji pomocnika. Wychowanek klubu Kispest-Honvéd, do którego powrócił latem 2011 roku. W reprezentacji Węgier zadebiutował w 2003 roku. Do tej pory rozegrał w niej dwa mecze (stan na 9 czerwca 2012).